# HD 98176
HD 98176 är en ensam stjärna belägen i den mellersta delen av stjärnbilden Kentauren. Den har en skenbar magnitud av ca 6,44 och kräver åtminstone en handkikare för att kunna observeras. Baserat på parallaxmätning inom Hipparcosuppdraget på ca 9,5 mas, beräknas den befinna sig på ett avstånd på ca 344 ljusår (ca 105 parsek) från solen.

## Egenskaper
HD 98176 är en blå till vit stjärna i huvudserien av spektralklass A0 V. Den har en radie som är ca 1,9 solradier och har ca 28 gånger solens utstrålning av energi från dess fotosfär vid en effektiv temperatur av ca 9 400 K.